# Grunge lit

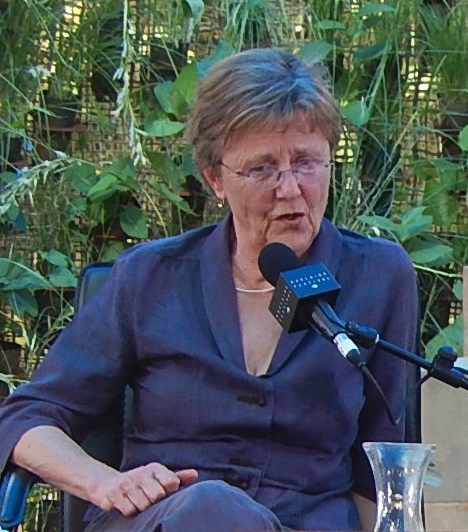
Helen Garner, une écrivaine australienne de fiction, était considérée comme une autrice du style grunge lit, parce que les personnages et le sujet de son roman de 1977 Monkey Grip était une jeune mère célibataire au centre-ville qui vit une relation destructrice avec un héroïnomane, au milieu d'un cercle d'artistes et d'acteurs qui était pour la plupart sans emploi.

Le grunge lit (abréviation anglaise pour « grunge literature ») est un genre littéraire australien. Il fait habituellement référence à l'écriture fictive ou semi-autobiographique qui décrit la vie des jeunes adultes insatisfaits et privés de leurs droits, vivant dans des banlieues, dans des quartiers déshérités ou dans des « entre-deux », des espaces qui ne correspondant à aucune de ces catégories (par exemple, vivre dans une maison mobile ou dormir sur une plage). 
Il était généralement pratiqué par de « nouveaux jeunes auteurs » qui se sont penchés sur les « existences granuleuses, sales, réelles », de jeunes à faibles revenus, dont la vie égocentrique et narcissique tourne autour d'une poursuite nihiliste des activités sexuelles, des drogues à usage récréatif et de l'alcool, qui sont utilisés pour échapper à l'ennui. Les personnages marginalisés peuvent rester dans ces environnements « intermédiaires » et s'occuper de leurs « corps abjectes » (problèmes de santé, maladie, etc.). Le grunge lit a été décrit à la fois comme un sous-ensemble du réalisme sale et une émanation de la littérature Génération X. Le terme « grunge »  fait référence au genre de musique rock de grunge, qui vient des États-Unis.
Le genre a été inventé pour la première fois en 1995 à la suite du succès du premier roman d'Andrew McGahan, Praise, paru en 1991 et qui est devenu populaire auprès des lecteurs de moins de 30 ans, un groupe démographique sous-étudié auparavant. Linda Jaivin, Fiona McGregor et Justine Ettler sont d’autres auteurs du style. Depuis son invention, le terme de « grunge lit » est appliqué rétrospectivement aux romans écrits dès 1977, à savoir Monkey Grip de Helen Garner. Le grunge lit est souvent brut, explicite et vulgaire, même au point qu'un roman d'Ettler, The River Ophelia (1995), soit qualifié de pornographique.

## Auteurs
Les auteurs australiens qui sont reconnus comme des écrivains du grunge lit sont Andrew McGahan qui a écrit Praise, qui a gagné le prix Australian/Vogel Literary Award en 1991, Helen Garner qui a écrit Monkey Grip, un livre qui a gagné le prix National Book Council Award en 1978 et Edward Berridge qui a écrit The Lives of the Saints. 
Des autres écrivains du style grunge lit sont Christos Tsiolkas (Loaded), Linda Jaivin (Eat Me), Clare Mendes (Drift Street), Neil Boyack (auteur avec Simon Colvey, de Black), Fiona McGregor (Suck My Toes), Ben Winch (Liadhed), Justine Ettler (The River Ophelia), Leonie Stephens (Big Man's Barbie et Nature Strip), Eric Dando (Snailhy), Richard King (Kindling Does for Firewood), John Birmingham (He Died with a Felafel in His Hand), Barbara Wel (The Life-Styles of Previous Tenants) et Coral Hull.